# یدوفور
یدوفور ترکیبی است حاوی ید کمپلکس شده با یک عامل حل کننده، مانند یک سورفکتانت یا پلیمرهای محلول در آب، به عنوان مثال، پوویدون (تشکیل پوویدون-ید). نتیجه یک ماده محلول در آب است که در محلول ید آزاد می‌کند. یدوفورها با مخلوط کردن ید با عامل حل کننده تهیه می‌شوند. می‌توان از گرما برای تسریع واکنش استفاده کرد.

## استفاده تجاری
یدوفور رقیق شده اغلب توسط صنایع لبنی و آبجوسازان و شراب سازان برای ضدعفونی تجهیزات و بطری‌ها استفاده می‌شود. مزیت اصلی آن نسبت به سایر ضدعفونی‌کننده‌ها این است که در صورت استفاده به نسبت مناسب، نیازی به شستشو ندارد. با این حال، در صورت تماس با قطعات و تجهیزات پلاستیکی، می‌تواند لکه‌های نارنجی-قهوه ای غیرجذابی بر جای بگذارد. اغلب در غلظت‌های مختلف عرضه می‌شود و قبل از استفاده با آب رقیق می‌شود. برچسب نسبت رقت مناسب را توصیه می‌کند، معمولاً ۱:۱۰۰۰ یا ۱:۱۰۰. تجهیزاتی که قرار است ضدعفونی شوند باید کاملاً تمیز باشند و حداقل ۲ دقیقه با محلول در تماس باشند. یدوفور رقیق شده به‌طور گسترده در صنایع لبنی استفاده می‌شود.

### کاربرد
یدوفورها در محیط اسیدی (پی هاش ۲ تا پی هاش ۵) بسیار مؤثر هستند اما تا پی هاش ۷ مؤثر هستند. اگر پی هاش از ۴ بالاتر برود به تدریج توسط پروتئین‌ها غیرفعال می‌شود و در صورت افزایش دما از ۵۰ درجه سانتی گراد غیرفعال می‌شود، زیرا ید به صورت گاز خارج می‌شود. غلظت بهینه بیش از ۲۰۰ است mg/l ید آزاد با زمان تماس ۲ دقیقه و ۱۰۰ میلی‌گرم در لیتر ید آزاد برای تجهیزات تمیز و خشک شده. در یک برنامه کاربردی بدون تماس با مواد غذایی، غلظت ممکن است به ۵۰۰ تا ۸۰۰ میلی‌گرم در لیتر افزایش یابد.

## خطر برای انسان
«بر اساس بررسی داده‌های سم‌شناسی موجود، [EPA] ایالات متحده به این نتیجه رسیده‌است که کمپلکس‌های ید و یدوفور از طریق راه‌های دهانی، پوستی و استنشاقی سمیت بسیار کمی دارند.»